# Течія Ломоносова
Течія Ломоносова — потужна підповерхнева протитечія в екваторіальній частині Атлантичного океану. Спрямована вздовж екватора із заходу на схід під тонким шаром води Південно-Пасатної течії, на глибинах 10—200 метрів. Ширина до 400 км, швидкість коливається від 60 до 130 см/секунди, максимальна постійна 120 см/секунду. спостерігається на глибинах 25—120 метрів. Течія Ломоносова входить до загальної системи циркуляції вод у екваторіальній частині Світового океану. Води мають підвищену солоність (до 37 ‰) особливо в західній частині. Далі на схід солоність у ядрі течії поступово зменшується внаслідок перемішування з навколишніми водами.
Течію Ломоносова відкрила 1959 експедиція Морського гідрофізичного інституту АН УРСР на судні «Михайло Ломоносов». Досліджували протягом 1959—1968 радянські океанологи. Першовідкривачі й дослідники на чолі з академіком АН УРСР А. Г. Колесниковим удостоєні Державної премії СРСР.
Течія Ломоносова шириною 200 км, товщиною 150 м. Починається біля узбережжя Бразилії близько 5°N, перетинає екватор і закінчується приблизно в 5°S у Гвінейській затоці. Витрати становлять від 22,5 до 28,3 Sverdrup.